# Băuțar
Bautar là một xã thuộc hạt Caraș-Severin, România. Dân số thời điểm năm 2002 là 2829 người.